# Maler von Berlin 1659
Der Maler von Berlin 1659 (tätig um 490 v. Chr. in Attika) war ein griechischer Vasenmaler des schwarzfigurigen Stils. Seinen Notnamen erhielt er nach dem Lekythos F 1659 in der Berliner Antikensammlung.

## Ausgewählte Werke
- Berlin, Antikensammlung

Lekythos F 1659 • Spitzamphorikos V.I. 4847